# 標橋駅
標橋駅（ピョギョえき）は、大韓民国京畿道利川市にあった水驪線の駅である。

## 歴史
- 1930年12月1日 - 開業[1]。
- 日時不明 - 廃止。
- 1955年8月21日 - 再開業[2]。
- 1967年9月1日 - 乙種代売所に指定[3]。
- 1972年4月1日 - 廃止[4]。